# San Román (Orange Walk District)
San Román (auch: San Roman Rio Hondo) ist ein Ort im Orange Walk District in Belize. 2010 hatte der Ort 438 Einwohner.

## Geographie
San Román liegt auf der Flussinsel Albion Island, zwischen den Flussarmen des Hondo River (Blue River, Boorth’s River) und kaum 2 km südöstlich der Grenze zu Mexiko. Nördlich des Ortes erstreckt sich der Sumpf des Scotch Willis Creek.
Die Hauptstraße des Ortes kommt von Südosten von San Lorenzo und läuft teilweise parallel zum Verlauf des Flusses. Nach Westen verläuft eine Weitere Verbindungsstraße nach San Antonio Rio Hondo im Süden. Von San Román gehen kleine Verbindungsstraßen nach Westen zu weiteren Siedlungen an der Mexikanischen Grenze, unter anderem Campechito.
Im Ort befindet sich die katholische Grundschule San Roman R.C. School. Die katholische Kirche ist bereits über hundert Jahre alt.

## Klima
Das Klima ist tropisch heiß.